# Francina Broese Gunningh
Francina Broese Gunningh, ook bekend als Frans Gunningh Sloet (Kampen, gedoopt 3 oktober 1783 – Edam, 16 augustus 1824) was een Nederlandse vrouw die verkleed als soldaat in het Nederlandse leger vocht. Wetenschappers als Magnus Hirschfeld beschouwden haar travestie als een inventieve oplossing voor een troosteloos bestaan als meisje.

## Biografie
Francina Broese was een onecht kind van Frans Gunningh en Antje Broese. Ze woonde tot haar zevende bij haar grootouders en kwam vervolgens bij haar moeder in Amsterdam te wonen. Broese verkreeg haar scholing aan de kostschool en werkte een paar jaar bij een lakenwinkel aan de Oudegracht in Utrecht. Na de dood van haar moeder en stiefvader leefde ze van haar erfenis en woonde ze een tijdje in Rotterdam en Holten. In gezelschap van een Franse vrouw en een kind reisde ze naar Frankrijk. Tijdens haar terugreis naar Nederland kreeg ze van een kasteleinsvrouw het advies om in mansgewaad verder te reizen. Vanaf 1812 gaf Broese er de voorkeur aan om als man door het leven te gaan.
Broese kwam in aanraking met de Franse justitie, maar deze ontdekte niet dat ze een vrouw was en verkeerde in de veronderstelling dat ze een gedeserteerde soldaat was. Ze hielden haar enkele dagen vast en werd uiteindelijk overgebracht naar Cherbourg waar ze ingelijfd werd bij het leger. Ze wist te ontkomen naar Duitsland en nam daar dienst in een Pruisisch legerkorps onder Gebhard Leberecht von Blücher. Ze raakte tijdens de strijd verwond en bij de verpleging in het hospitaal werd haar geslacht ontdekt, waarop ze uit het leger werd ontslagen.
Ze keerde vervolgens in manskleren terug naar Nederland en lichtte een familie in Overijssel op, maar ze werd in 1813 opgepakt. Voor de Zwolse rechtbank bekende ze Frans Gunningh te zijn en werd tot drie maanden celstraf veroordeeld, zonder dat de autoriteiten achter haar sekse kwamen. Nadat ze uit de gevangenis kwam schafte ze opnieuw militaire kleding aan en vocht ze mee in het beleg van Kampen, Coevorden en Deventer. In deze laatste plaats leerde ze Alida Landaal kennen, die een dienstmaagd was. Als Frans Gunningh beloofde ze haar om met haar te trouwen.
Na de oorlog probeerde Broese om Alida te schudden, maar deze was vastbesloten om haar aan de trouwbeloften te houden. Op 12 mei 1814 ging Broese met Landaal in ondertrouw in Apeldoorn. Op 22 mei werd ze op het stadhuis ontboden omdat ze niet over de vereiste bewijsstukken beschikten. Vervolgens werd Broese opgepakt wegens oplichting. De rechtbank achtte haar schuldig aan oplichting en "ontvluchting uit de gevangenis door middel van braak". In totaal werd ze veroordeeld met een celstraf van 2,5 jaar. Later duikt Broese in Edam op waar ze uiteindelijk ook overleed.